# Borensbergs baptistförsamling
Borensbergs baptistförsamling är en församling i Borensberg, Motala kommun. Församlingen var ansluten till Örebromissionen. Som senare uppgick i Evangeliska Frikyrkan.

## Historik
1891 byggdes den första kyrkan, Salemkapellet på initiativ av köpmannen Klas Ingesson och korpralen A. W. Kardell. År 1892 bildades Borensbergs kristliga alliansförening av 16 medlemmar. Föreningens ordförande blev Kardell och förening blev ägare av Salemkapellet.
Den 2 september 1917 bildades Borensbergs baptistförsamling och bestod av 25 medlemmar. Efter ungefär ett år hade församlingen vuxit till 49 medlemmar. 1927 köptes Salemkapellet av Alliansföreningen för 700 kronor. År 1928 revs kapellet och ett nytt invigdes i oktober samma år av John Ongman.

## Församlingens kyrkor
- Salemkyrkan